# Симеон Горди
Симеон Иванович Горди (на руски: Симеон Иванович Гордый) е княз на Московското княжество и велик княз на Владимирско-Суздалското княжество от 1340 до 1353. Той е първи син и наследник на Иван Калита. Женен е за Мария, дъщеря на великия княз Александър Тверски.
Разчитайки на близките си отношения със Златната орда, Симеон Горди централизира властта си и засилва влиянието си над князете в бъдеща Русия. През 1341 предприема поход срещу град Торжок, като засилва властта си в Новгород. През 1351 воюва срещу Смоленск.
Симеон умира през 1353 по време на Черната смърт, заедно с двама от синовете си, и е погребан в Архангелската катедрала в Московския Кремъл. Наследен е от по-малкия си брат Иван Иванович.